# Conrad Zellweger
Conrad Zellweger (Appenzell, c. 1559 - Speicher, 15 novembre 1648) est une personnalité politique et un peintre suisse.

## Biographie
Du fait de sa confession calviniste, il part s'installer à Herisau en 1588. 
Il y fut aubergiste, verrier et peintre sur verre, capitaine de la commune (1598) et huissier des Rhodes-Extérieures (1604-1613). 
Landamman et délégué à la Diète (1613-1642), il résidait alors à Teufen.
Il joua le rôle de négociateur pendant les Troubles des Grisons (1621-1622) et collabora à la révision du Code (Landbuch) des Rhodes-Extérieures (1629-1632).
Le Musée historique de Saint-Gall abrite des peintures sur verre réalisées par ses soins.